# Президентские выборы в Аргентине (1904)
Десятые в истории Аргентины президентские выборы состоялись 10 апреля 1904 года. Новым президентом Аргентины был избран экс-министр внутренних дел Мануэль Кинтана, кандидат Национальной автономистской партии (PAN), которая управляла страной непрерывно с 1876 по 1916 года. Президентство Кинтаны было частью так называемой «консервативной» или «олигархической республики» с фактически однопартийным режимом. Вице-президентом стал экс-сенатор от автономистов Хосе Фигероа Алькорта, который после смерти Кинтаны в 1906 году сменил его на посту президента.

## Выборы
Выборы проводились в рамках режима «открытого голосования» и сопровождались массовыми фальсификациями, насилием, покупкой голосов и крайне низкой явкой, при этом женщинам не разрешалось голосовать или быть избранными. В голосовании приняли участие 143 тыс. человек из 5,716 млн жителей (2,5 %). Согласно конституции выборы президента и вице-президента должны были осуществляться косвенно и раздельно, делегируя окончательные выборы каждого из них провинциальным коллегиям выборщиков, избранных на первичных выборах, избранным согласно закону 4161 считались получившие наибольшее количество голосов в каждом избирательном округе.
В начале XX века стали очевидны глубокие противоречия, порождённые ограничением политических свобод со стороны PAN во главе с Хулио А. Рока. В 1902 году один из главных оппонентов Рока, Бартоломе Митре принял решение уйти из политики, дав начало обновлению «митризма». Возглавляемая им партия Националист была распущена, а её бывшие члены во главе с Эмилио Митре, сыном Бартоломе Митре, объединились в новую партию, названную Республиканская с целью морализации политической жизни, защиты прав граждан, восстановления верховенства Конституции и уважения провинциальных автономий. В 1903 году модернистская фракция Национальной автономистской партии во главе с Карлосом Пеллегрини окончательно порвала с Рока, создав свою партию. Гражданский радикальный союз продолжал свою тактику, сочетая бойкот выборов с угрозой вооружённой борьбы.
Осознав риски, с которыми столкнулся режим, основанный тремя десятилетиями ранее, и необходимость глубокой политической реформы Рока 1903 году созвал Конвент нотаблей, чтобы избрать преемника. Им стал Мануэль Кинтана, юрист, депутат и сенатор, бывший президент Палаты депутатов, ректор Университета Буэнос-Айреса, экс-министр внутренних дел.
Кинтана одержал победу по всей стране, за исключением Энтре-Риоса, где первым стал Урибуру. В Столичном округе Кинтана также занял первое место, но получил меньше половины выборщиков (18 из 44), вторым был Урибуру (13 выборщиков) и третьим, с небольшим отрывом, Авельянеда (12). В 1904 году Аргентинская Республика состояла из пятнадцати избирательных округов (14 провинций и столичный город Буэнос-Айреса), в которых население имело право голоса, при этом большая часть страны была разделена на девять «национальных территорий», население которых не имело права голоса.
Из 300 членов коллегии выборщиков в голосовании приняли участие 295 человек, 240 из которых проголосовали за Мануэля Кинтану.

## Итоги голосования
| Кандидат | Кандидат                 | Партия        | Выборщики | %     |
| -------- | ------------------------ | ------------- | --------- | ----- |
|          | Мануэль Кинтана          | Автономист    | 240       | 81,36 |
|          | Хосе Эваристо Урибуру    | Республиканец | 34        | 11,53 |
|          | Марко Аурелио Авельянеда | Автономист    | 14        | 4,75  |
|          | Маурисио Пастор Даракт   | Независимый   | 6         | 2,03  |
|          | Карлос Пеллегрини        | Автономист    | 1         | 0,34  |
| Всего    | Всего                    | Всего         | 295       | 100   |